# 三棱扇贝
，是莺蛤目海扇蛤科海扇蛤属的一种。主要分布于中国大陆、台湾，常栖息在潮下带50－120米、泥沙、细沙等底质。